# Alpha Blondy
Alpha Blondy, született: Seydou Koné (Dimbokoro, 1953. január 1. –) nemzetközileg ismert   elefántcsontparti  reggae énekes.
Alpha Blondy  dalaiban saját  dioula nyelvén,  franciául, angolul és néha arabul és héberül énekel.  A dalszövegeinek gyakran politikai tartalmuk van, humorral fűszerezve.
Gyakran használja az általa alkotott   democrature ("demokratúra")  szót egyes afrikai kormányok jellemzésére.

## Ismertebb számai
- Jah Glory
- Apartheid is Nazism
- Brigadier Sabare
- Cocody Rock
- Guerre Civile
- Jerusalem
- Journalistes en danger
- Politiqui
- Yitzhak Rabin

## Lemezei
- 1982: Jah Glory
- 1984: Cocody Rock!!!
- 1985: Apartheid Is Nazism
- 1986: Jerusalem (featuring The Wailers)
- 1987: Revolution
- 1989: The Prophets
- 1992: Masada
- 1993: SOS Guerres Tribales
- 1993: Live Au Zénith (Paris)
- 1994: Dieu
- 1996: Grand Bassam Zion Rock
- 1997: Best Of
- 1998: Yitzhak Rabin
- 1999: Elohim
- 2001: Blondy Live Paris Bercy
- 2002: Merci (album)
- 2003: L´essentiel
- 2005:  Akwaba - The Very Best Of Alpha Blondy
- 2007:  Jah Victory